# تلمبه عباس علی یوسف
تلمبه عباس علی یوسف، یک آبادی در دهستان استبرق از توابع بخش مرکزی شهرستان شهربابک در استان کرمان است.